# 애시스 투 애시스

애시스 투 애시스(Ashes to Ashes)는 영국의 텔레비전 범죄수사 드라마이다. 〈라이프 온 마스〉의 후속작이기도 하다. 2008년 2월 BBC One에서 처음 방영되었다. 2009년 4월에는 시즌 2가 방영을 시작했고, 2010년 4월부터 5월까지는 시즌 3이자 최종 시즌이 BBC One과 BBC HD를 통해 방영되었다.

## 줄거리
《애시스 투 애시스》는 런던 경찰청에서 근무하는 앨릭스 드레이크 (킬리 호이스 역)가 아서 레이튼에게 총격을 맞아 쓰러졌다가, 정신을 차리고 보니 영문도 모른 채 1981년으로 와 있었고 그곳에서 활약하게 된다는 이야기를 다루고 있다.
시즌 1 1화에서 드레이크는 2008년 현재 시점에서 전작에서 벌어졌던 사건 기록을 연구하고 있었는데, 다름 아닌 샘 타일러 (존 심 역)가 현재로 다시 돌아와서 쓴 보고서를 통해서였다. 과거로 간 이후에는 진 헌트 (필립 글레니스터 역), 레이 칼링 (딘 앤드류스 역), 크리스 스켈턴 (마셜 랭커스터 역)을 만나는데, 다름 아닌 자기가 연구하던 보고서를 통해 파악한 사람들로서, 샘 타일러가 있던 맨체스터 시경의 인물들이 그대로 런던 시경으로 옮겨와 자신 앞에 나타났다는 사실에 놀라게 된다.
하지만 샘 타일러가 왜 사라진건지에 대해선 이렇다 할 해답을 주지 못하고, 또 윤리적이고 체계적이며 현대적인 수사를 지향하는 드레이크와는 정 반대로 여전히 원시적이고 조잡한 수사를 감행하는 헌트와 자주 충돌하면서 둘 사이에 긴장감도 높아져만 간다. 한편 전작과 마찬가지로 《애시스 투 애시스》에서도 드레이크와 시청자 모두 지금 보는 1981년의 세상이 죽은 뒤의 세상인지 아니면 현실 세상인지 애매모호한 상황이 되며, 더 나아가 드레이크가 취하는 행동이 미래의 일에 어느 정도까지 영향을 끼칠지에 대해서도 불분명하게 진행된다.

## 제작
《애시스 투 애시스》 시즌 1은 매주 목요일 오후 9시 BBC One에서 방송되었으며, 조니 캠벨, 빌리 엘트링햄, 캐서린 모어셰드가 감독을 맡았다. 같은해 시즌 2 촬영이 개시되어 2009년 4월 20일부터 같은 시간대를 유지하며 전파를 탔다. 시즌 2는 시즌 1의 시점에서 여섯 달이 지난, 1982년 포클랜드 전쟁 시기를 무대로 하였다. 옛 분위기를 살리기 위해 16mm 필름에 촬영됐으며 해상도도 576p로 마스터링했다.
시즌 3은 60분 분량에 총 8화로 구성되었으며, 2009년 말부터 촬영에 들어가 2010년 4월 2일 첫방송되었다. 시즌 3 역시 16mm 필름에 촬영되었으나 이번에는 텔레사인화하여 고화질 방송용으로 마스터링했다. 드라마 공동제작자이자 총괄프로듀서를 맡은 매튜 그레이엄은 한 잡지와의 인터뷰에서 3D 입체영상으로 된 에피소드도 고려하고 있다고 밝혔었다. 한편으로 시즌 3에서는 다시 한번 시점이 1년 흘러 1983년의 이야기로 설정되었다. 2009년 6월 아침 뉴스프로그램 《BBC 브렉퍼스트》에 출연한 필립 글레니스터는 시즌 3이 마지막 시즌이 될 것이라고 밝혔다. 또 이번 시즌은 질 헌트의 정체가 무엇인지 드러나는 최종장이 될 것이라고 프로듀서들이 밝히기도 했다. 시즌 3은 2010년 5월 21일 제8화를 끝으로 마무리됐다.

### 고증 오류
《애시스 투 애시스》는 이전작과 마찬가지로 고증오류가 있다. 제작진들에게 알려진 오류 중 하나로는, 작중 아우디 콰트로가 1981년 당시 영국에서는 우측 운전석 모델이 출시되지 않았고 좌측 운전석 모델만 출시되었다는 점이다. 또 작중에 등장하는 차량은 1983년의 모델로, 헤드라이트 등의 부분이 살짝 다르다. 필립 글레니스터는 제작과정에서 이 같은 오류를 알았다고 인정하였으나, "그런데 누가 신경 쓰는가? 멋있는 차 아닌가"라고 넘겼다.
작중 흘러나오는 삽입곡들도 시대배경과 맞지 않는 것이 몇가지 존재한다. 시즌 1에 삽입된 밴드 재팬의 〈Ghosts〉, 시즌 2에 삽입된 듀런 듀런의 〈Is There Something I Should Know?〉, 시즌 3에 삽입된 프랭키 고스 투 할리우드의 〈Two Tribes〉와 캐트리나 앤드 더 웨이브의 〈Walking on Sunshine〉등이다. 역시 시즌 3에 등장한 빌리 조엘의 〈Uptown Girl〉은 1983년에 발매된 곡이므로 적절하나, 해당 노래가 주로 쓰인 시즌 3 2화는 앨범이 발매되기 넉 달 전을 배경으로 하고 있다. 레이 칼링 역시 시즌 1 2화에서 보비 무어가 영화 《이스케이프 투 빅토리》에 출연한 것으로 나오지만 그 영화는 에피소드 배경시점으로부터 2주 뒤에나 개봉된 것이라고 밝힌 바 있다. 또한 해당 연도마다의 주요 행사들을 이야기의 배경으로 삼았는데, 1981년 7월 29일 왕실 결혼식, 1981년 시작된 런던 도클랜즈 개발사업, 1982년 4월 포클랜드 전쟁, 1983년 6월 9일 총선, 1983년 11월 21일 〈블루 피터〉 촬영장 파손 사건, 회상 장면으로 나오는 1953년 6월 2일 엘리자베스 2세의 대관식 등이 대표적이라고 답했다.

## 출연
- 킬리 호이스 - 앨릭스 드레이크
- 필립 글레니스터 - 진 헌트
- 딘 앤드류스 - 레이 칼링
- 마셜 랭커스터 - 크리스 스켈턴
- 몬트세랫 롬버드 - 샤즈 그랜저
- 대니얼 메이스 - 짐 키츠 (시즌 3)
- 애드리안 던바 - 마틴 서머스 (시즌 2)
- 조셉 롱 - 루이지
- 제프 프랜시스 - 비브 제임스